# Trichiosoma pusillum
Trichiosoma pusillum är en stekelart som beskrevs av Stephens 1835. Trichiosoma pusillum ingår i släktet Trichiosoma, och familjen klubbhornsteklar. Arten har ej påträffats i Sverige.